# Pedro Serrano
Pour les articles homonymes, voir Serrano et Pedro Serrano (écrivain).
Pedro Luis Serrano est un marin espagnol, connu pour être resté bloqué sept ou huit ans sur une petite île déserte, au XVIe siècle. Les détails de l'histoire diffèrent, mais la version la plus commune est qu'il ait fait naufrage sur une petite île des Caraïbes au large de la côte du Nicaragua dans les années 1520.
L'île supposée l'avoir accueilli (un îlot de l'archipel de San Andrés et Providencia) a été nommée Serrana en son hommage. Le nom apparaît pour la première fois sur une carte hollandaise de 1545. D'autres versions situent l'histoire dans le Pacifique, au large des côtes du Pérou, vers 1540.
Un autre cas de survie dans une île déserte très connu fut celui de Alexandre Selkirk qui inspira le célèbre roman Robinson Crusoé de Daniel Defoe.

## Sources et bibliographie
- (en) Lesley Byrd Simpson, « The Spanish Crusoe: An Account by Maese Joan of Eight Years Spent as a Castaway on the Serrana Keys in the Caribbean Sea, 1528-1536 », The Hispanic American Historical Review, vol. 9, no 3,‎ 1929, p. 368–376 (lire en ligne)